# Papilio interjectana
Papilio interjectana is een vlinder uit de familie van de pages (Papilionidae). Voor deze soort is de naam Papilio interjecta Van Someren, 1960 in gebruik geweest. Die naam bleek echter een later homoniem van Papilio leucothoe var. interjectus Honrath, 1892, en dus niet beschikbaar. Vane-Wright stelde daarom in 1995 het nomen novum Papilio interjectana voor.